# L'eredità di Bourne
L'eredità di Bourne (The Bourne Legacy) è il quarto romanzo  della serie di Jason Bourne questa volta scritto da Eric Van Lustbader. Pubblicato nel 2004, in Italia è apparso nel 2007. Complessivamente, il libro è stato tradotto in più di quindici lingue.

## Trama
Dopo il clima di Il ritorno dello sciacallo, Jason Bourne ridiventa David Webb, ora professore di linguistica presso la Georgetown University. Tuttavia, questa serenità non dura a lungo e, quando un colpo di pistola manca di poco la testa di Webb, in esso si risveglia ancora una volta la Persona Bourne.
Il primo obiettivo di Bourne è quello incontrare Alex Conklin, suo amico di lunga data e gestore della CIA.
Tuttavia, all'insaputa (ancora) di Bourne, un ungherese di nome Stepan Spalko ha trascinato Jason in una tela a cui non può sfuggire facilmente come fa con la sua facciata professorale.
Bourne trova Alex morto insieme con il dottor Morris Panov e si rende conto della trappola, non appena sente arrivare la polizia. Con la sua macchina fuori e le sue impronte digitali nella casa, capisce subito che è stato incastrato.
Così, avendo solo il telefono cellulare di Conklin e una pagina strappata da un quaderno per andare avanti, Jason Bourne decide di scoprire chi ha ucciso i suoi amici e sta cercando di ucciderlo.
Dopo aver avvisato Marie e i figli, Jamie e Alyssa, di procedere immediatamente verso la loro casa sicura, scivola attraverso il cordone CIA e trova una via  verso l'agente indipendente che parlava con Alex Conklin quando è stato ucciso. Dopo aver ricevuto i piani per un viaggio in Ungheria e una missione per incontrare Janos Vadas, il contatto Conklin in Ungheria, egli procede a svelare la verità sulla morte di Alex e Morris Panov.
Nel frattempo, un gruppo di terroristi ceceni combattono una battaglia persa contro gli invasori russi quando un uomo di nome Stepan Spalko sembra risolvere i loro problemi. Spalko, si scopre in seguito, aveva ucciso Conklin e Panov e rapito un medico di nome Felix Schiffer. Schiffer è esperto nel comportamento delle particelle batteriologiche.
Spalko intende rilasciare un'arma batteriologica durante i negoziati di pace che si terranno a Reykjavik tra molti leader mondiali, usando come diversivo i terroristi che sta addestrando.
Il libro traccia il percorso di Bourne dagli Stati Uniti, alla Francia e poi a Budapest in Ungheria, dove apprende l'ultima cosa di cui ha bisogno - fermare l'attacco di Spalko in Islanda.
Tutto questo, naturalmente, deve essere fatto in presenza di una sanzione CIA per eliminarlo immediatamente, perché egli è ritenuto  responsabile della morte di Conklin e Panov.
C'è anche la questione di Khan, il sicario di Spalko, che è straordinariamente in grado di rintracciare Bourne anche quando tutti gli altri non possono. Khan si rivela in The Bourne Legacy: è Joshua, figlio di David dal suo primo matrimonio, che erroneamente crede di essere stato lasciato a morire in Vietnam da suo padre. Bourne, tuttavia, rifiuta di credere che Khan è Joshua, convinto che Joshua è stato ucciso decine di anni prima, e cerca continuamente di evitare lui e la verità.
Anche se inizialmente Khan lavora per Spalko, infine si rende conto che è stato usato come una pedina nel gioco personale di Spalko. In seguito, dopo aver rivelato a Bourne che Annaka Vadas, la figlia di Janos Vadas, è una traditrice, comincia a sentire che Bourne non è il padre odioso che aveva immaginato.
Bourne è ancora incapace di credere che Khan è Joshua, fino a quando penetra nel database della CIA e scopre che il corpo di Joshua non è mai stato trovato. In un impeto di rabbia, egli attacca Khan, inizialmente credendo che sia un complotto per fargli del male, ma viene poi catturato da Spalko.
Dopo aver salvato Bourne da Spalko, Khan fa una pace precaria con suo padre. Mentre sono sull'aereo per l'Islanda, però, Khan rivela un elemento che finalmente convince Bourne che Khan è suo figlio. Quando poi Bourne rivela di aver perso la memoria, mentre era sotto copertura come Cain, Khan comincia a rivedere le sue idee sul padre.
Dopo aver completato l'operazione e aver bloccato Spalko, Khan-Joshua risolve il conflitto con suo padre e si rende conto che il suo odio è sempre stato un riflesso delle sue lotte personali e che, in verità, ha veramente amato Bourne. Egli chiede comunque a Bourne di non rivelare la sua identità a Marie, nella cui vita sente di non aver posto.

## Edizioni in italiano
- Robert Ludlum, Eric Lustbader, L'eredità di Bourne, traduzione di Fabrizio Pezzoli, Rizzoli, Milano 2007 ISBN 978-88-17-01942-2
- Robert Ludlum, Eric Van Lustbader, L'eredità di Bourne, BUR Narrativa, Milano 2008 ISBN 978-88-17-02516-4
- Robert Ludlum, Eric Van Lustbader, L'eredità di Bourne, traduzione di Fabrizio Pezzoli, RCS MediaGroup, Milano 2016 (Distribuito con vari periodici/quotidiani)

## Adattamento cinematografico
Nel 2012 è stato prodotto il film The Bourne Legacy, quarto della serie Bourne. Il film è diretto da Tony Gilroy.